# Trần Toại
Trần Toại (1890–1948), hiệu Kim Tương, biệt danh Giáo Đàm, là nhà cách mạng Việt Nam, từng đảm nhiệm Bí thư Tỉnh ủy Phú Yên, Chủ tịch Ủy ban nhân dân đầu tiên của tỉnh Quảng Ngãi.

## Thân thế
Trần Toại sinh năm 1890 ở ấp Trung Hòa, làng Thi Phổ Nhất, phủ Mộ Đức, nay là thị trấn Mộ Đức, huyện Mộ Đức, tỉnh Quảng Ngãi. Ông sinh ra và lớn lên trong một gia đình Nho học, theo nghề giáo.
Thời trẻ, ông từng tham gia hai cuộc vận động vào những năm 1908–1916. Năm 1921, ông được phân công dạy học ở trường Tổng Binh (Bình Sơn).
Ông có 3 người con gái, lần lượt là Trần Thị Thuyết, Trần Thị Thoa, Trần Thị Xuân.

## Hoạt động cách mạng
Năm 1921, ở Bình Sơn, ông gặp gỡ nhà cách mạng Trần Kỳ Phong và được giới thiệu về chủ nghĩa Marx, Cách mạng tháng Mười và Nguyễn Ái Quốc. Sau đó, ông quyết định thôi nghề dạy để về quê truyền bá tư tưởng cách mạng vô sản cho dân chúng. Năm 1929, ông cùng một số thanh niên yêu nước như Hồ Độ, Lê Trọng Kha, Võ Sĩ lập Hội Thiếu niên ái quốc.
Năm 1929, do bị mật thám Pháp theo dõi, ông cùng vợ bỏ quê lên làng Trường An (nay thuộc xã Ba Động, huyện Ba Tơ), vừa làm ăn, vừa dạy học. Ở Trường An, ông cùng vợ là bà Huỳnh Thị Trâm khai hoang, trồng dâu, nuôi tằm, dệt vải. Bản thân ông mở lớp dạy chữ quốc ngữ, khai sáng dân trí. Có nguồn thu, ông cùng các đồng chí tổ chức đưa dân lên Ba Tơ lập nghiệp, vẫn động người H'rê tham gia chống Pháp, thành lập các hội quần chúng như Hội khai hoang, Hội đi buôn đường, lá nón, Hội trồng dâu nuôi tằm, Hội học chữ quốc ngữ,...
Tháng 4 năm 1930, Đảng Cộng sản Việt Nam ra đời, ông tìm đển trại cây Bãi Ri cùng hai đồng chí Trần Hàm và Nguyễn Quang Mao. Tại đây, được Bí thư Tỉnh ủy Nguyễn Nghiêm kết nạp vào Đảng Cộng sản Việt Nam, đồng thời cử ông làm Bí thư Chi bộ Bãi Ri là chi bộ cộng sản đầu tiên của tỉnh Quảng Ngãi, gồm 8 Đảng viên. Sau đó, ông tiếp tục gây dựng cơ sở và trở thành Bí thư Huyện ủy Ba Tơ.
Năm 1930–1931, phong trào cách mạng bị đàn áp. Xứ ủy Trung Kỳ bị vỡ, phân ban Xứ ủy ở Đà Nẵng cũng bị vỡ. Tháng 2 năm 1931, những lãnh đạo còn lại của Xứ ủy Trung Kỳ quyết định điều Trần Toại ra Phú Yên phụ trách Tỉnh ủy lâm thời thay Phan Lưu Thanh. Tháng 3, ông được bầu làm Bí thư Tỉnh ủy Phú Yên. Tại Phú Yên, ông tiếp tục công tác tuyên truyền, giáo dục; xây dựng tổ chức Đảng, đoàn, hội. Sau cuộc đấu tranh ngày 1 tháng 5 năm 1931, thực dân Pháp tập trung truy quét, nhiều cơ sở Đảng bị vỡ. Tháng 7 năm 1931, ông bị bệnh nặng, được phân ban Xứ ủy đưa ra nhà thương Quy Nhơn điều trị. Mật thám Pháp nhận được thông tin và vào viện bắt giữ.
Tháng 10 năm 1931, ông bị đưa ra xét xử và bị kết án đồng chí tù khổ sai chung thân, giam giữ ở nhà lao Buôn Mê Thuột. Năm 1937, chịu sức ép của phong trào đấu tranh dân chủ, bản thân ông lại mắc rất nhiều chứng bệnh nghiêm trọng, cơ thể không đi lại được, nên thực dân Pháp quyết định thả ông về quản thúc ở địa phương. Gia sản của gia đình ông bị chính quyền thực dân tịch biên.
Dù cơ thể suy yếu, ông vẫn tìm cách liên lạc với tổ chức Đảng, sáng tác thơ ca cổ vũ phong trào cách mạng. Các tổ chức hội như Hội cày, Hội cấy, Hội hiệp cổ,... được gây dựng để che mắt mật thám Pháp. Ông bắt liên lạc được với các tù chính trị đang bị giam giữ ở Căng an trí Ba Tơ để xây dựng cơ sở cách mạng ngay trong nhà tù. Tháng 2 năm 1942, chi bộ nhà tù được thành lập gồm Huỳnh Tấu, Nguyễn Đôn, Nguyễn Khoách, Võ Phấn, Nguyễn Cừ do Huỳnh Tấu làm Bí thư. Các tổ chức Đảng ở huyện và căng vẫn phát triển dưới sự dẫn dắt của Trần Toại. Tháng 5 năm 1943, ở trại tằm của Trần Toại, Tỉnh ủy lâm thời Quảng Ngãi được tái lập, do Huỳnh Tấu làm Bí thư Tỉnh ủy. Tổ chức Đảng ở Quảng Ngãi bắt liên lạc được với Xứ ủy thông qua Chu Huệ và Tố Hữu.
Từ 1943–1945, tổ chức Đảng ở huyện Ba Tơ cũng như tỉnh Quảng Ngãi tiếp tục tuyên truyền đường lối cách mạng, khôi phục cơ sở Đảng, vận động quần chúng, xúc tiến lực lượng và trang bị vũ khí để sẵn sàng hành động khi có thời cơ. Các tù nhân đang bị giam giữ cũng như đã được ra tù ở căng Ba Tơ như Phạm Kiệt, Trương Quang Giao, Nguyễn Đôn, Trần Quý Hai, Trần Lương, Nguyễn Công Phương,... được phân công đi các nơi bắt liên lạc, vừa nghiên cứu con đường, vừa chuẩn bị xây dựng chiến khu Vĩnh Sơn. Tháng 12 năm 1944, Tỉnh ủy lâm thời Quảng Ngãi được thành lập do Trương Quang Giao làm Bí thư.
Tháng 3 năm 1945, sau sự kiện Nhật đảo chính Pháp, Tỉnh ủy lâm thời Quảng Ngãi quyết định tổ chức khởi nghĩa ở huyện Ba Tơ, cũng cho người đến nhà ông để trao đổi ý kiến. Ngày 10 tháng 3, Tỉnh ủy lâm thời họp bất thường ở dốc Ông Tài, quyết định phát động khởi nghĩa ở huyện Ba Tơ. Hội nghị đã phân công Phạm Kiệt, Nguyễn Đôn, Nguyễn Khoách chỉ huy lực lượng đánh chiếm huyện lỵ; Võ Thứ, Trần Lương kêu gọi quần chúng ở Mộ Đức, Nghĩa Hành, Đức Phổ; Trần Quý Hai đi Sơn Tịnh, Bình Sơn bắt liên lạc với Quảng Nam; Trương Quang Giao đến thị xã và Tư Nghĩa để chỉ đạo khởi nghĩa.
Ngày 11 tháng 3, đội du kích gồm 17 người thành công đánh chiếm Nha kiểm lý, bắt sống Kiểm lý Bùi Văn Ngũ cùng toàn bộ viên chức, nha lại. Tiếp đó, đội du kích bao vây và bức hàng đồn lính khố xanh. Ngày 12 tháng 3, Đội du kích Ba Tơ tổ chức mít tinh quy mô lớn ở sân vận động Ba Tơ, tuyên bố xóa bỏ chính quyền cũ, thành lập chính quyền cách mạng và đội du kích gồm 28 đội viên, kêu gọi người dân tham gia cứu quốc.
Sau cuộc mít tinh, đội du kích rút về bãi Hang Én tuyên thệ, rồi lùi về núi Cao Muôn, vùng Nước Sung, Nước Lá (đều thuộc xã Ba Vinh) để xây dựng chiến khu. Còn Nguyễn Đôn, Trần Toại, Huỳnh Thanh rút vào hoạt động bí mật, trong đó Trần Toại được phân công công tác tài chính, quân nhu, xây dựng hai chiến khu Núi Lớn và chiến khu Vĩnh Sơn, đảm bảo cho sự lớn mạnh của đội du kích Ba Tơ. Đến tháng 4, Tỉnh ủy chấp thuận ý kiến của Nguyễn Chánh, cử đội du kích Ba Tơ xuống đồng bằng phát triển cơ sở.

## Hoạt động chính trị
Cách mạng tháng Tám thành công, chính quyền nước Việt Nam Dân chủ Cộng hòa được thành lập. Tỉnh Quảng Ngãi được đổi tên thành tỉnh Lê Trung Đình. Ngày 30 tháng 8, Ủy ban nhân dân cách mạng tỉnh Lê Trung Đình do Trần Toại làm Chủ tịch ra mắt người dân.
Tuy nhiên, do tuổi cao, bệnh nặng, đặc biệt là những di chứng từ những ngày tháng tù đày, ông giao lại chức vụ Chủ tịch tỉnh cho Nguyễn Công Phương, Chủ tịch huyện Nghĩa Hành.
Dù phải chống chọi với bệnh tật, nhưng ông vẫn tích cực công tác, tham gia xây dựng sách lược, chiến lược để củng cố chính quyền cách mạng khi thực dân Pháp xâm lược trở lại.
Ngày 20 tháng 3 năm 1948, ông mất vì bệnh nặng, an táng tại Gò Cao, làng Trường An, xã Ba Động, huyện Ba Tơ.

## Vinh danh
Năm 1984, Tỉnh ủy Quảng Ngãi tổ chức lễ cải táng, đưa mộ ông từ làng Trường An về Nghĩa trang liệt sĩ Núi Bút (thành phố Quảng Ngãi).
Năm 1999, ông được Nhà nước Việt Nam truy tặng Huân chương Hồ Chí Minh.
Năm 2017, căn nhà của ông được Bảo tàng Tổng hợp tỉnh Quảng Ngãi đề nghị xếp hạng di tích. Ngày 25 tháng 1 năm 2018, Ủy ban nhân dân tỉnh công nhận "Nhà lưu niệm đồng chí Trần Toại" là di tích lịch sử cấp tỉnh.
Tên của ông được đặt cho một con đường ở thành phố Quảng Ngãi, thị trấn Mộ Đức và thị trấn Ba Tơ.